# Кунцевский район (Московская область)
Кунцевский район — административно-территориальная единица в составе Московской области РСФСР, существовавшая в 1929—1960 годах.
Кунцевский район образован 12 июля 1929 году в составе Московского округа Московской области. В его состав вошли город Кунцево, рабочий посёлок Рублёво, дачные посёлки Баковка, Мещёрский, Немчиновка и Одинцово, а также сельсоветы:
- из Московского уезда:
  - из Козловской волости: Акуловский, Аминьевский, Барвихинский, Внуковский, Гладышевский, Давыдковский, Измалковский, Крылатский, Лайковский, Мазиловский, Мамоновский, Матвеевский, Михалковский, Мневниковский, Немчиновский, Никольский, Ново-Ивановский, Орловский, Очаковский, Подушкинский, Пыхтинский, Раменский, Рассказовский, Ромашковский, Татарковский, Терёшковский, Троице-Голенищевский, Усовский, Фильский, Хорошёвский, Черепковский
  - из Ленинской волости: Воронцовский, Деревлевский, Румянцевский, Семёновский, Тропарёвский
  - из Павшинской волости: Мякининский, Строгинский, Троице-Лыковский
- из Десенской волости Подольского уезда: Саларьевский.

20 мая 1930 года из Кунцевского района в Ленинский были переданы Воронцовский, Деревлевский и Семёновский с/с. Из Ленинского района в Кунцевский были переданы Больше-Голубинский и Теплостанский с/с, из Звенигородского района — Знаменский с/с, а из Сходненского района — Щукинский с/с. Вскоре Больше-Голубинский с/с был упразднён. 15 декабря из Воскресенского района в Кунцевский был передан Глуховский с/с.
На 1 января 1931 года территория района составляла 230 км², а население — 62 136 человек. Район включал 46 сельсоветов и 99 населённых пунктов.
30 января 1931 года Фильский с/с был включён в черту города Москвы.
27 сентября 1932 года Глуховский с/с был передан в новообразованный Красногорский район.
10 апреля 1934 года р.п. Рублёво был передан в подчинение городу Москве. 22 марта был упразднён Черепковский с/с.
26 сентября 1938 года был образован д.п. Солнцево. 20 декабря д.п. Одинцово был преобразован в рабочий посёлок.
17 июля 1939 года были упразднены Раменский и Саларьевский с/с.
16 августа 1946 года были образованы д.п. Переделкино и Чоботы. 20 сентября образован р.п. Внуково.
6 июня 1952 года город Кунцево получил статус города областного подчинения.
На 1 января 1953 года в районе было 42 сельсовета:

| - Акуловский, - Аминьевский, - Баковский, - Барвихинский, - Внуковский, - Гладышевский, - Давыдковский, - Знаменский, - Измалковский, - Крылатский, - Лайковский, - Мазиловский, - Мамоновский, - Матвеевский, | - Мещёрский, - Михалковский, - Мневниковский (центр — с. Верхние Мневники), - Мякининский, - Немчиновский, - Никольский, - Ново-Ивановский, - Орловский, - Очаковский, - Переделкинский, - Подушкинский, - Пыхтинский (центр — с. Ликово), - Рассказовский, - Ромашковский, | - Румянцевский, - Солнцевский, - Строгинский, - Татаровский, - Тёпло-Станский, - Терёшковский (центр — с. Суково), - Троице-Голенищевский, - Троице-Лыковский, - Тропарёвский, - Усовский (центр — с. Кольчуга), - Хорошёвский, - Чёботы, - Щукинский. |

14 июня 1954 года были упразднены Аминьевский, Гладышевский, Знаменский, Измалковский, Лайковский, Мазиловский, Матвеевский, Михалковский, Мякининский, Немчиновский, Орловский, Подушкинский, Пыхтинский, Рассказовский, Ромашковский, Строгинский, Татаровский, Терёшковский, Тропаревский, Хорошевский и Щукинский с/с. 22 июня образован р.п. Очаково.
30 августа 1956 года был образован р.п. Раменки. 27 сентября р.п. Внуково был передан в подчинение городу Москве.
30 мая 1957 года р.п. Одинцово получил статус города. 19 декабря р.п. Раменки и Мневниковский с/с были включены в черту города Москвы.
7 декабря 1957 года к Кунцевскому району был присоединён упразднённый Звенигородский район. В результате в составе Кунцевского района добавились город Звенигород, д.п. Голицыно, Дубки и Жаворонки и сельсоветы Аксиньинский, Больше-Вязёмский, Введенский, Ершовский, Захаровский, Каринский, Кубинский, Ликинский, Назарьевский, Наро-Осановский, Никольский, Саввинский, Сидоровский, Улитинский, Успенский, Часцовский, Шараповский и Юдинский.
25 сентября 1958 года был упразднён Румянцевский с/с, образован Терешковский с/с, а Никольский с/с переименован в Тропарёвский.
29 августа 1959 года решением Мособлисполкома р.п. Очаково был преобразован в город, но Президиум Верховного Совета СССР не успел утвердить это решение.
28 июля 1960 года Кунцевский район был упразднён. При этом его территория была распределена так:
- в черту города Москвы: города Кунцево и Очаково; с/с Давыдковский, Крылатский, Очаковский, Теплостанский, Троице-Голенищевский, Троице-Лыковский и Тропаревский
- в Ульяновский район: город Одинцово; д.п. Мещёрский, Переделкино, Солнцево, Чоботы; с/с Внуковский и Терешковский.
- в Красногорский район: д.п. Баковка и Немчиновка; с/с Барвихинский, Мамоновский, Ново-Ивановский, Усовский
- в восстановленный Звенигородский район: город Звенигород; д.п. Голицыно, Дубки, Жаворонки; с/с Акуловский, Аксиньинский, Больше-Вязёмский, Введенский, Ершовский, Захаровский, Каринский, Кубинский, Ликинский, Назарьевский, Наро-Осановский, Никольский, Саввинский, Сидоровский, Улитинский, Успенский, Часцовский, Шараповский и Юдинский[3].